# Harvey Veniot
Harvey A. Veniot (* 18. November 1915 in Pictou, Pictou County, Nova Scotia; † 2. Oktober 2009 ebenda) war ein kanadischer Richter und Politiker aus der Provinz Nova Scotia.

## Biografie
Veniot studierte nach dem Schulbesuch Rechtswissenschaften und wurde nach dem Abschluss des Studiums 1940 als Anwalt in Nova Scotia zugelassen. In den folgenden Jahren war er als Rechtsanwalt in seiner Heimatstadt tätig.
Seine politische Laufbahn begann er 1953, als er auf Nachfrage von Robert Stanfield, dem späteren Premierminister von Nova Scotia, erstmals erfolglos für das Provinzparlament kandidierte. 1956 wurde er dann als Kandidat der Progressive Conservative Association of Nova Scotia zum Mitglied des Abgeordnetenhauses von Nova Scotia gewählt, in dem er bis 1974 den Wahlkreis Pictou-West vertrat.
Zwischen 1961 und 1968 war er Sprecher (Speaker) des Abgeordnetenhauses und damit Parlamentspräsident während der Amtszeiten von Stanfield und dessen Nachfolger George Isaac Smith. Als Abgeordneter und Parlamentssprecher setzte er sich für den Bau der Pictou-Harbour-Dammstraße (Pictou Harbour Causeway) ein, die kurz nach ihrer Fertigstellung 1967 ihm zu Ehren in „Harvey A. Veniot Causeway“ benannt wurde. Dieses 10-Millionen-Kanadische-Dollar-Projekt führte zu Millioneneinnahmen im Handel der Region, zur Gründung neuer Wirtschafts- und Handelsunternehmen sowie einer Einkommensverbesserung in der Region.
Zwischen 1968 und 1974 war Veniot Minister für Gemeindeangelegenheiten, Landwirtschaft und Marketing in den Kabinetten der Premierminister Smith und Gerald Regan.
Im Anschluss schied er aus der aktiven Politik aus und war zunächst wieder als Rechtsanwalt tätig, ehe ihn Premierminister John Buchanan 1978 zum Richter am Obersten Gericht der Provinz, dem Provincial Court of Nova Scotia, ernannte. Das Amt des Richters übte er bis zu seinem Eintritt in den Ruhestand 1986 aus.